# モンド (1995年の映画)
『モンド』（Mondo）は、1995年のフランス映画。

## 解説
ジャン＝マリ・ギュスターヴ・ル・クレジオの同名小説の映画化。(短編集『海を見たことがなかった少年』収録)
海辺の町にフラリと現れ住み着いてしまった少年と、その町の人々の触れ合いを描くドラマ作品。

## スタッフ
- 監督：トニー・ガトリフ
- 製作：ミシェル・レイ・ガヴラス
- 原作：ル・クレジオ
- 脚色：トニー・ガトリフ
- 撮影：エリック・ギシャール
- 美術：ドニ・メルシェ
- 編集：ニコル・ディヴィ・ベルクマン
- 提供：Canal+、CNC、K・G・プロダクションズ

## キャスト
| 役名               | 俳優                 |
| ------------------ | -------------------- |
| モンド             | オヴィデュー・バラン |
| 手品師             | フィリップ・プティ   |
| ティ・チン         | ピエレット・フェシュ |
| 手品師の妻         | スカラ・アーラム     |
| ダディ             | ジェリー・スミス     |
| ジョルダン         | モーリス・モラン     |
| エレベーターの女性 | キャサリン・ブラン   |
| 庭師               | アンジェ・ゴビ       |
| コミッショナー     | ジャン・フェリエ     |

## ストーリー
海辺の町にいつの間にか不思議な少年が住み着いていた。
独りぼっちのその少年は、町をフラフラ彷徨いながら少しずつ町行く人々と知り合ってゆく。
どこへ行くともなく、町を転々としながら暮しているその少年の名はモンド。
文字の読み書きが出来ず、両親らしき人もいない、どこからやって来たのかもしれない謎の少年だった。
岸で魚釣りをしている男性、郵便配達夫、手品師とその妻、スーツケースで鳩を飼う老人、教会の歌手・・・・
知り合った人々は皆モンドが好きになっていった。
ある日、雨に打たれて体調を崩したモンドは、見ず知らずの館の庭へ辿り着き、そこで倒れこんでしまう。
館の主人のベトナム女性は、モンドを発見して不審に思いながらも介抱してあげた。
眼を覚ましたモンドは「少し休ませてもらうつもりだった」と言って館を出ようとするが、
女性は「ここにいていい」とモンドを置いてくれることになった。
平穏な日々が続くかと思えた矢先、モンドの友達だった鳩の老人や手品師たちに危難が訪れ、
それはやがてモンドにも及ぼうとしていた・・・・